# Triosteum pinnatifidum
Triosteum pinnatifidum là một loài thực vật có hoa trong họ Kim ngân. Loài này được Maxim. miêu tả khoa học đầu tiên năm 1881.

## Hình ảnh

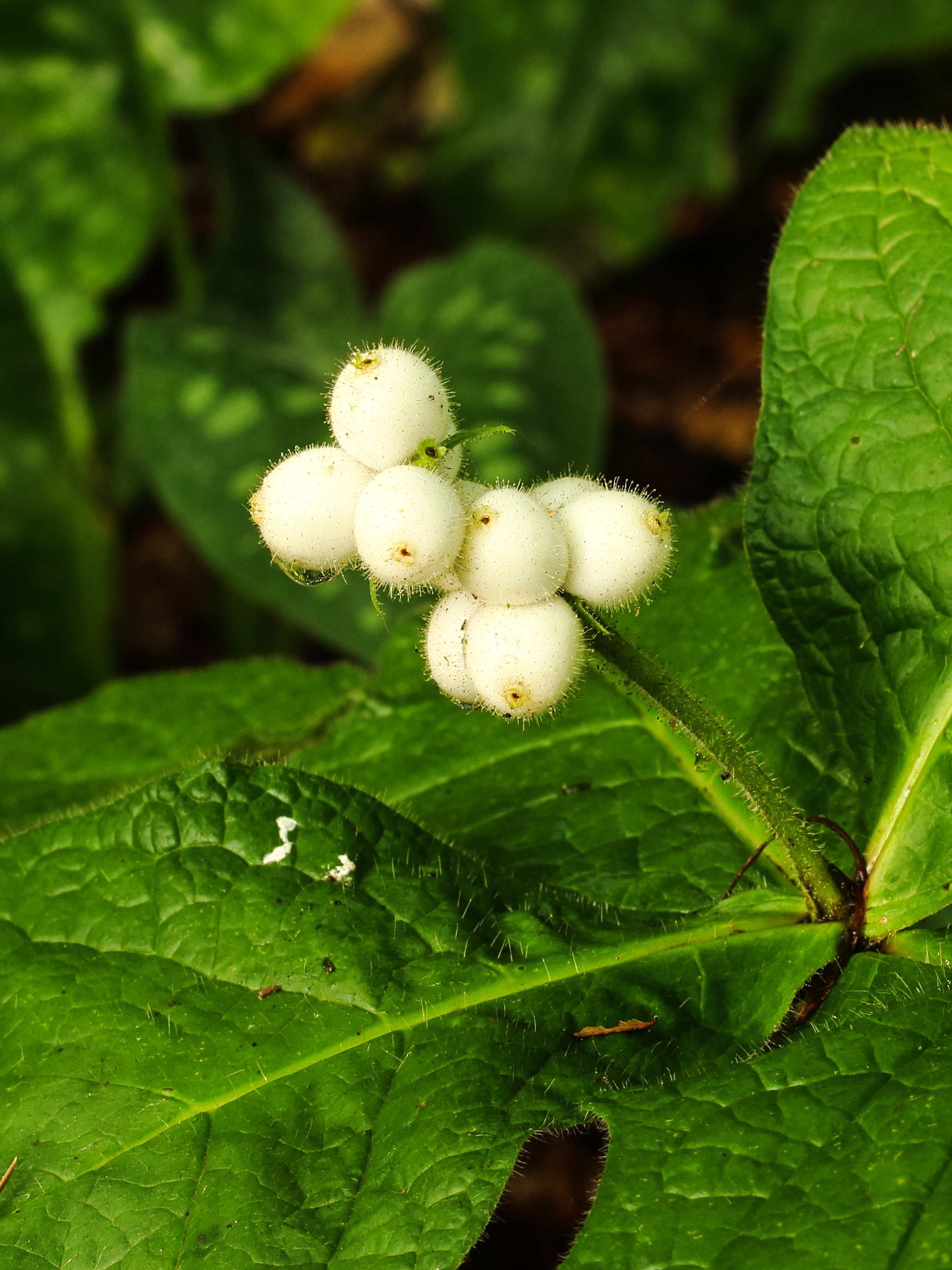